# Riorganizzazione delle sibilanti dello spagnolo
La riorganizzazione delle consonanti sibilanti dello spagnolo fu un processo di evoluzione fonetica caratteristica del castigliano, che ebbe luogo durante i secoli XVI e XVII, dando origine al sistema consonantico attuale della lingua spagnola.

## Descrizione fonetica
Tra le consonanti dello spagnolo antico parlato approssimativamente fino all'inizio del XV secolo, si trovavano le seguenti tre paia di sibilanti, sorde e sonore con valore fonologicamente distinto:
- Due affricate dentali sorda e sonora: /ʦ// e /ʣ/ (rispettivamente come la z sorda di pizza e come la z sonora della lingua italiana), rappresentate graficamente con ç (c davanti i/e)  e z;
- Due fricative apicoalveolari sorda e sonora: /s/ e /z/, rappresentate dalla s in principio di sillaba e finale di parola o da ss tra vocali, e da s intervocalica;
- Due fricative prepalatali (postalveolari) sorda e sonora:  /ʃ/ (come la sh inglese o la ch francese) e /ʒ/ (come la j catalana o francese) rappresentate da x, e j o g davanti alle vocali palatali e, i.

Durante i secoli XVI e XVII avvenne un processo di mutamento fonetico, iniziato probabilmente già nel XV secolo, che si può riassumere in tre stadi principali:
1. Si perse la opposizione sonora/sorda, a favore delle sorde, riducendosi così i sei fonemi a tre: /ʦ/, /s/ e /ʃ/.
2. La dentale affricata sorda /ʦ/ fricatizzandosi diede come risultato una [s] predorsodentale (identica alla pronuncia attuale delle varianti americane e delle regioni andaluse cosiddette seseanti), poi nelle varietà settentrionali castigliane superando il suo punto di articolazione arriva al suono interdentale fricativo sordo /θ/. In alcuni dialetti non si ebbe il mutamento verso la /θ/ (Andalusia, Canarie, America) ma è rimasta [s] predorsodentale e inoltre la /s/ apicoalveolare si trasformò anch'essa in una predorsodentale in Andalusia, Canarie e America latina (le zone di seseo), vale a dire, la maggioranza della parlata ispanica.
3. La prepalatale (o postalveolare) fricativa sorda /ʃ/ pospose il suo punto di articolazione velarizzandosi in /x/, dando il suono moderno della j e la g (davanti a e/i) attuali. Si suppone comunque che abbia avuto uno stato intermedio tra /ʃ/ e /x/, corrispondente possibilmente alla [ç] (come la ch nella parola tedesca ich, "io") e che poi si sarebbe velarizzata.

Una volta completati questi mutamenti fonetici si venne a consolidare il sistema consonantico dello spagnolo moderno.

## Possibili cause
I mutamenti fonetici sono processi naturali che si realizzano in tutte le lingue, nonostante esistano leggi fonetiche generali, indipendenti dalla genealogia linguistica; è difficile parlare di causalità in senso stretto, dato che a un grado elevato si considerano processi aleatori favoriti dalla tendenza di semplificazione dei parlanti, per cui in alcuni casi se ne valutano i fattori condizionanti. Nel caso della riorganizzazione consonantica del castigliano si menziona con frequenza il fatto che gli allofoni principali [s, sʲ, ʃ] delle tre sibilanti dello spagnolo del XVI secolo si concentrassero in uno spazio articolatorio ridotto per cui il suo contrasto fonetico era lieve; dopo il mutamento il contrasto era più evidente. Naturalmente, tali processi di evoluzione non accadono da un giorno all'altro, ma sono fenomeni relativamente lentissimi che richiedono molto tempo, mediamente dei secoli.
Nel parlare dell'evoluzione o dei mutamenti fonetici, bisogna tenere in conto che questi non hanno una sola causa, ma ne hanno varie e concomitanti. Tra quelle motivanti i linguisti distinguono cause esterne e interne, che debbono essere entrambe prese in considerazione nell'esaminare un fatto concreto. Cause esterne possono essere, per esempio, le diverse influenze del substrato; mentre le cause interne, le tendenze di semplificazione o il livello culturale dei parlanti, ecc. In questo caso concreto, alcuni linguisti considerano che la perdita delle sonore si deve a un bilinguismo castigliano–basco (poiché in quest'ultima lingua non esistevano sibilanti sonore); altri considerano il fatto che si trattava solamente di una semplificazione interna per cause strutturali, spiegate di seguito.
In ogni lingua quei suoni la cui funzione distintiva è piccola hanno la possibilità di scomparire, perché sono meno stabili alle fluttuazioni della pronuncia. Per esempio nel castigliano medievale non esistevano molte parole (forse nessuna) dove era possibile distinguere /ʦ/ (ç) o /ʣ/ (z), o anche /s/ o /z/, per cui non causò quasi nessun problema la scomparsa della sonorità. Al contrario, tenendo in conto che la pronuncia della /s/ era apicoalveolare (così come è oggi nelle varietà settentrionali peninsulari), non vi era molta differenza acustica tra /s/ e /ʃ/. Pertanto, per mantenere e rafforzare la differenza fonologica tra questi ultimi fonemi, i parlanti iniziarono a esagerare la pronuncia della /ʃ/, posponendo ogni volta di più il suo punto di articolazione, producendo probabilmente prima un suono [ç], fino ad arrivare al suono attuale di /x/. Un processo simile si realizzò nelle varietà settentrionali peninsulari castigliane dopo la fricativizzazione di /ʦ/, dando come risultato il suono /s/ predorsodentale che acusticamente era quasi impossibile distinguere dalla /s/ apicoalveolare: pertanto la soluzione del problema era anticipare il punto di articolazione della /s/ predorsodentale per arrivare al suono interdentale moderno /θ/; tuttavia, nelle varietà meridionali si optò per la neutralizzazione totale di questi due suoni quasi identici, dando luogo ai fenomeni di seseo, considerato la realizzazione dotta, e ceceo, caratteristico delle aree rurali.